# Cailla
Cailla település Franciaországban, Aude megyében. Lakosainak száma 52 fő (2022. január 1.). Cailla Artigues, Axat, Le Clat, Marsa, Quirbajou és Saint-Martin-Lys községekkel határos.

## Népesség
A település népessége az elmúlt években az alábbi módon változott:
| Lakosok száma | 17   | 41   | 48   | 48   | 51   | 49   | 48   | 49   | 50   | 52   |
|               | 1968 | 1982 | 1990 | 2006 | 2013 | 2015 | 2017 | 2019 | 2020 | 2022 |